# Santiago Xiacuí
Santiago Xiacuí là một đô thị thuộc bang Oaxaca, México. Năm 2005, dân số của đô thị này là 1681 người.